# Игровая приставка

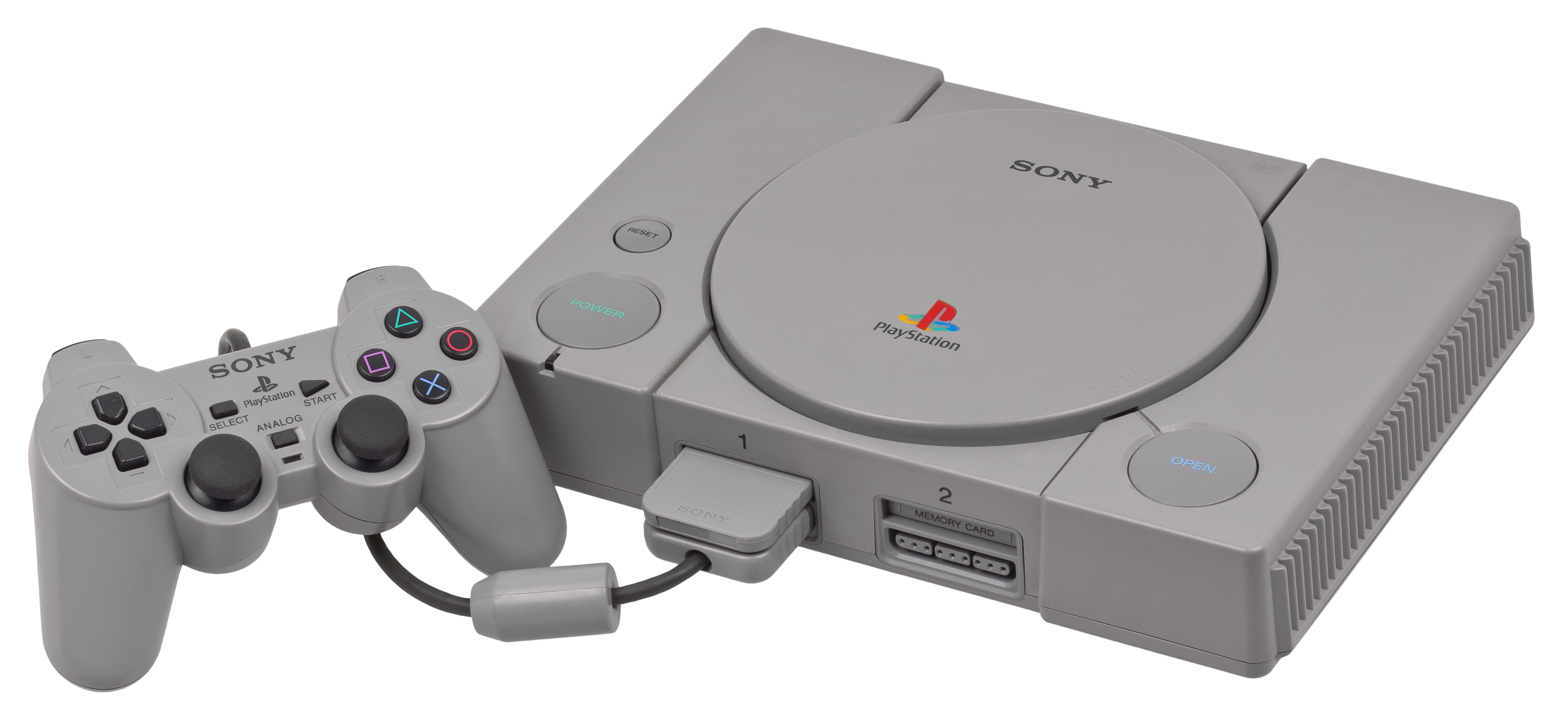
Sony PlayStation (1994), разработанная японской компанией Sony, стала одной из самых популярных игровых приставок в истории

Игрова́я приста́вка (игровая консоль) — специализированное электронное устройство, предназначенное для видеоигр; для таких устройств, в отличие от персональных компьютеров, запуск и воспроизведение видеоигр является основной задачей. 
Помимо видеоигр, приставки могут дополнительно выступать в качестве устройств для воспроизведения видео и музыки, доступа в Интернет. Домашние игровые приставки обычно используются в домашнем быту, используют телевизор, проектор или компьютерный монитор в качестве независимого устройства отображения и игровой контроллер в качестве устройства ввода. Портативные (карманные) игровые системы имеют собственное встроенное устройство отображения (ни к чему не приставляются), поэтому называть их игровыми приставками несколько некорректно.
На разных этапах эволюции приставок они использовали те или иные новые технологии для лёгкого распространения и воспроизведения игр — как, например, игровые картриджи или оптические диски — пройдя длинный путь от примитивных устройств наподобие Pong до сложных многофункциональных игровых систем. Как и персональные компьютеры, приставки могут иметь значительную по меркам бытовых электронных устройств вычислительную мощность и точно так же включать в себя центральный процессор, оперативную память и жёсткий диск или твердотельный накопитель для хранения данных; постепенное сближение конструкции приставок разных производителей с персональными компьютерами и друг с другом облегчило разработку мультиплатформенных игр.
Приставки проектируются и продаются с расчетом на самый широкий круг потребителей — как с точки зрения цены устройства, так и с точки зрения простоты интерфейса и управления; аппаратное и программное обеспечение приставок обычно являются собственническими и не подразумевают лёгкой замены или изменения пользователем. Хотя на протяжении истории игровых приставок их разработкой и выпуском занимались разные компании из разных стран, на рынке в каждый момент времени доминирует лишь несколько моделей и лишь несколько крупнейших производителей; на начало 2020-х годов такими крупнейшими производителями являются американская компания Microsoft и японские компании Nintendo и Sony.

## История
В описании истории игровых приставок различные модели часто объединяют в «поколения» — группы с общими годами продаж и схожим аппаратным и программным оснащением. Под давлением рынка производители каждые несколько лет вынуждены разрабатывать и выпускать новые приставки, заменяя устаревшие модели, так что развитие игровых приставок подчиняется повторяющимся циклам разработки и производства.

### Первое поколение

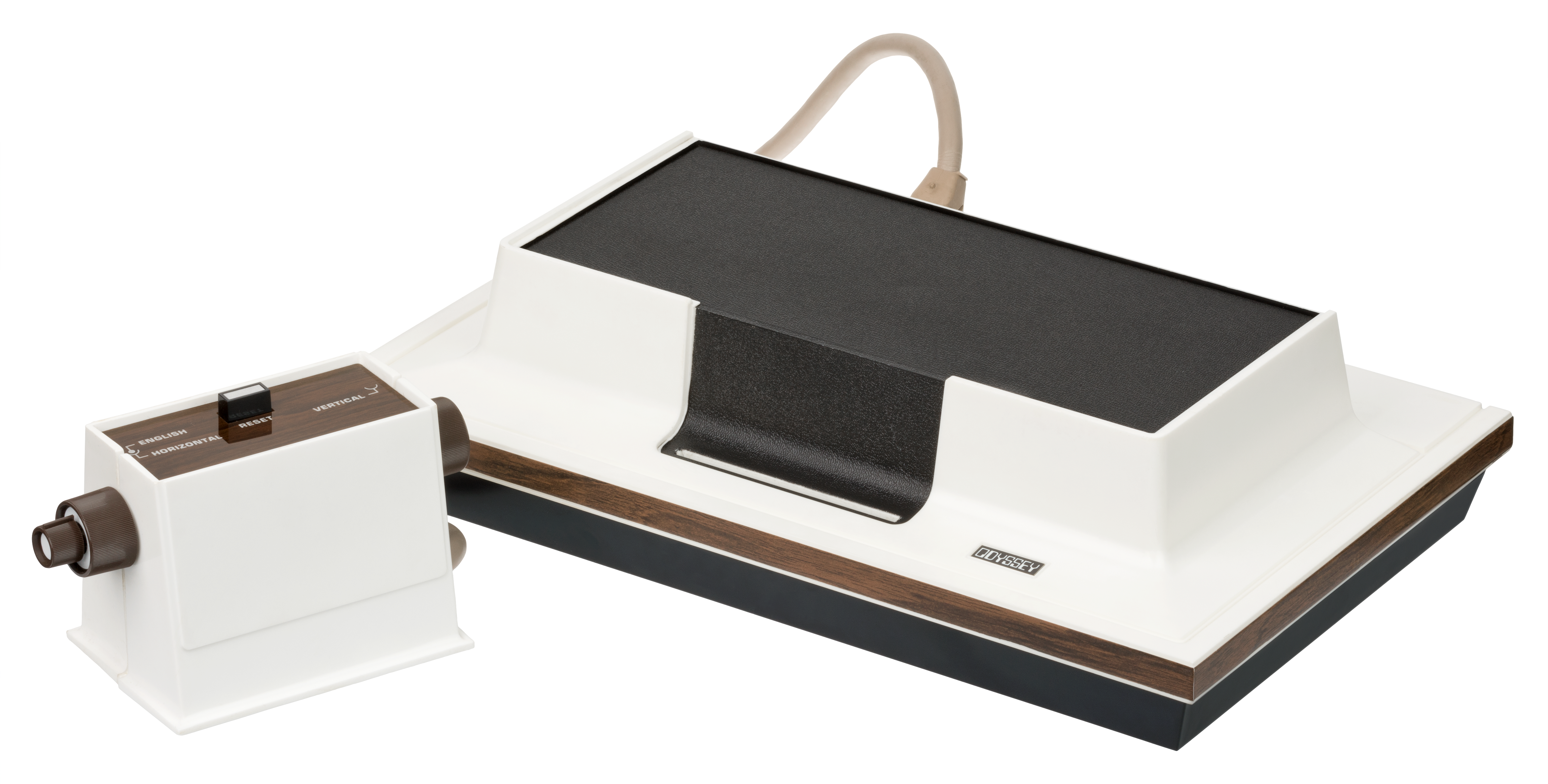
Magnavox Odyssey (1972) стала первой коммерческой игровой приставкой в истории

В первое поколение игровых систем выделяют ранние игровые системы, произведённые с 1972 по 1977 годы, начиная с Magnavox Odyssey. Эти системы представляли собой устройства на дискретных транзисторах, содержавшие в себе одну-единственную игру либо несколько переключаемых игр, предопределенных на аппаратном уровне. Как число производителей таких ранних приставок, так и число моделей на рынке было необычайно велико; с 1975 года компания Atari выпускала серию приставок Pong, компания Coleco с 1976 года — серию Telstar. С появлением приставок второго поколения в 1976—1977 годах покупатели утратили интерес к устаревшим узкоспециализированным устройствам, и большинство производителей приставок первого поколения были вынуждены уйти с рынка.

### Второе поколение
Второе поколение игровых систем начало использовать сменные картриджи — постоянные запоминающие устройства с программным кодом игры, что позволяло запускать на одной и той же приставке уже неограниченное количество игр. Такое разделение стало возможным благодаря использованию микропроцессоров и памяти с произвольным доступом. Первой приставкой такого рода стала Fairchild Channel F (1976), разработанная американской компанией Fairchild Semiconductor. Ещё большего успеха добилась приставка Atari 2600 (1977) компании Atari. Во втором поколении выпускались и многие другие приставки подобного типа, как Intellivision (1980) и ColecoVision (1982). В 1980 году японская компания Nintendo выпустила портативную электронную игру Nintendo Game & Watch — она стала прообразом многих последующих портативных игровых систем.

### Третье поколение
Кризис индустрии компьютерных игр 1983 года, вызванный перенасыщением рынка приставками и играми, а также растущей конкуренцией со стороны персональных компьютеров, привел к новой смене поколений. Важнейшей приставкой третьего поколения — известного как «8-битное» благодаря использованию 8-разрядных микропроцессоров — стала Nintendo Entertainment System (1983) японской компании Nintendo; в это время выпускались и другие сходные системы, как Sega Master System (1985) или Atari 7800 (1986).
Приставки третьего поколения отличались от приставок второго большой вычислительной мощностью, большей цветовой палитрой и применением таких технологий, как спрайтовая графика и аппаратная прокрутка. Такие технологии уже использовались в некоторых игровых автоматах, но для телевизионных игровых приставок были инновационными; благодаря им на приставках появились новые жанры игр — платформеры, сайд-скроллеры, файтинги. Новой стала и возможность сохранять игры — например, в виде пароля из букв и цифр, или даже в программном виде в специальном чипе памяти с произвольным доступом, что позволило делать игры намного более сложными и продолжительными. Третье поколение игровых систем стало чрезвычайно долгоживущим — приставки такого типа продолжали выпускаться и в 1990-е, и в 2000-е годы, в том числе в виде нелицензионных аппаратных клонов наподобие Dendy.

### Четвёртое поколение
На смену «8-битным» приставкам третьего поколения пришли «16-битные»: если выпущенная NEC приставка PC Engine (1987) использовала сочетание из восьмиразрядного микропроцессора и шестнадцатиразрядного контроллера дисплея, последовавшие за ней Sega Mega Drive (1988) от Sega и Super Nintendo Entertainment System (1990) от Nintendo были построены уже на полноценных 16-разрядных процессорах. Важной чертой 16-битных приставок стало и использование раздельной памяти для видео и звука. Такие приставки могли выводить на экран большое количество цветов, хотя доступная палитра отличалась для разных приставок. Рост вычислительной мощности и памяти, а также использование отдельных сопроцессоров позволял манипулировать большим количеством объектов на экране, реализовывать параллакс-скроллинг и сложные графические режимы наподобие Mode 7, создающие иллюзию глубины. В это же время начался расцвет портативных игровых систем, как Game Boy (1989), Atari Lynx (1989) или Sega Game Gear (1990).

### Пятое поколение
Следующее поколение игровых систем отличалось чрезвычайным разнообразием аппаратного обеспечения и применяемых технологий. Многие приставки этого времени, начиная с FM Towns Marty компании Fujitsu и Panasonic 3DO (1993) начали использовать компакт-диски (CD-ROM) как носители информации: хотя компакт-диски и требовали заметно большего времени для загрузки данных, чем привычные картриджи, они были чрезвычайно дёшевы в изготовлении и могли хранить огромные по тем временам объёмы данных. Atari Jaguar того же года, хотя и имела 16-разрядный центральный процессор, использовала 32-разрядные графические процессоры и отдельный аудиочип, позволяющий генерировать звук CD-качества. Более мощные приставки последующих лет, как Sega Saturn и Sony PlayStation (1994), использовали уже 32-разрядные процессоры, а Nintendo 64 (1996) — 64-разрядный, хотя в последней в качестве носителей информации применялись картриджи, а не компакт-диски. Такие приставки уже могли воспроизводить полноценную трёхмерную графику.
По сравнению с быстрым развитием домашних приставок прогресс портативных систем был не столь значительным, прежде всего из-за трудностей с энергопитанием: из-за отсутствия достаточно ёмких и лёгких батарей вплоть до конца 1990-х годов наиболее коммерчески успешные портативные системы использовали монохромные экраны. Nintendo выпустила на замену чрезвычайно популярной Game Boy портативную консоль Game Boy Pocket (1996), питавшуюся от двух батареек AA, а затем и Game Boy Color (1998) с цветным экраном. Sega Nomad (1995) была портативной версией домашней приставки четвёртого поколения Sega Mega Drive, но не смогла добиться успеха; другие портативные системы, как Neo Geo Pocket (1998) или WonderSwan (1999) также не приобрели достаточной популярности.
Система Virtual Boy (1995) представляла собой попытку Nintendo создать коммерческую приставку, использующую в качестве средства вывода наголовный дисплей с раздельными монохромными экранами для каждого глаза и системой механической развертки. Эта инновационная, но несовершенная приставка не вызвала интереса потребителей, и её продажи были быстро свернуты.

### Шестое поколение
Как и пятое поколение, шестое поколение отличалось возросшими мощностями и разнообразием аппаратного обеспечения, хотя производителей и самих приставок в этом поколении стало меньше. Sega Dreamcast (1998) включала в себя модем на 56 кбит/с; разработавшая её компания Sega считала, что будущее за онлайн-играми. PlayStation 2 (2000), выпущенная компанией Sony, имела отсеки для подключения жёсткого диска и модема Ethernet; в отличие от Dreamcast с её собственническим форматом GD-ROM, она использовала популярный формат дисков DVD, что также позволяло использовать её как DVD-проигрыватель, и также была обратно совместима с первой PlayStation. Microsoft Xbox стала первой за многие годы приставкой от не-японской компании, занявшей существенную часть рынка; компания Microsoft рассматривала собственную приставку как замену игровым персональным компьютерам — Xbox была оборудована жёстким диском и разъемом Ethernet для подключения к широкополосной сети; в 2002 году Microsoft также запустила сетевой сервис Xbox Live. Nintendo GameCube (2001), в отличие от конкурентов, была всецело предназначена для игр, но также использовала аппаратное обеспечение от производителей комплектующих для персональных компьютеров — центральный процессор PowerPC и графический процессор ATI. Компания Nintendo также выпустила портативную консоль Game Boy Advance (2001), которую, помимо прочего, можно было использовать как контроллер для Nintendo GameCube; версия Game Boy Advance SP (2003) отличалась от предшественницы корпусом-раскладушкой, который можно было сложить вдвое.

### Седьмое поколение
С уходом Sega с рынка игровых приставок на нём осталось лишь три крупных производителя: японские компании Sony и Nintendo и американская Microsoft. Microsoft и Sony продолжали совершенствовать свои приставки в том же направлении, что и раньше — повышения вычислительной мощности, количества памяти и соответствующего улучшения графики в играх, наращивания онлайн-функциональности. Xbox 360 (2005) от Microsoft уже с момента запуска поддерживала онлайн-игры и загрузку мультимедиа-контента через сеть Xbox Live. Выпущенная годом позже PlayStation 3 (2006) от Sony использовала уже не DVD-диски, а диски формата Blu-Ray; Sony также создала собственный сетевой сервис — PlayStation Network.
Nintendo, выпустившая в том же 2006 году домашнюю приставку Nintendo Wii, двинулась иным путем: Wii существенно уступала приставкам конкурентов по вычислительной мощности и демонстрировала лишь ненамного лучшую графику, чем в предыдущем поколении приставок, но была примечательна инновационным средством ввода. Вместо привычного геймпада Wii использовала беспроводной пульт Wii Remote, отслеживающий движение и положение в пространстве — это позволяло игроку управлять объектами на экране с помощью жестов и открывало дорогу играм наподобие Wii Sports. Огромный успех Wii привёл к тому, что Sony выпустила для PlayStation 3 схожий по функциональности пульт PlayStation Move, а Microsoft для Xbox 360 — систему Kinect, отслеживающую движения игрока с помощью цифровой камеры и вообще не нуждающуюся в контроллере.
Портативная консоль Nintendo DS (2004), также выполненная в виде «раскладушки», имела на двух частях корпуса два раздельных экрана, причем нижний из них был сенсорным, чувствительным к нажатию, и позволял ввод с помощью стилуса или просто пальцев; интерфейс Wi-Fi открывал возможность онлайновой игры. PlayStation Portable (2004) от Sony была по мощности эквивалентна PlayStation 2 и выполняла роль портативного мультимедийного устройства, позволяя, например, просмотр фильмов. Nokia N-Gage (2004) совмещала в себе функции сотового телефона и портативной игровой системы, но этому гибридному устройству не удалось добиться популярности.

### Восьмое поколение
В 2011—2013 годах основные производители игровых приставок выпустили новые модели на смену устаревшим: Nintendo — домашнюю консоль Wii U (2012) и портативную Nintendo 3DS (2011), Sony — домашнюю PlayStation 4 (2013) и портативную PlayStation Vita (2011), Microsoft — домашнюю Xbox One (2013). Если предыдущие поколения игровых приставок были связаны с теми или иными технологическими революциями, консоли восьмого поколения не слишком сильно отличались от предшественниц — повысилось быстродействие, качество графики, более емкими стали носители информации. Мода на управление с помощью движения закончилась, и консоли восьмого поколения вновь использовали более привычные кнопочные геймпады.
Как PlayStation 4, так и Xbox One по устройству были приближены к PC, используя процессоры AMD на архитектуре x86-64. Wii U также использовала графический процессор AMD; её также отличал необычный геймпад с большим сенсорным экраном. Nintendo 3DS, унаследовавшая от Nintendo DS раскладную конструкцию с двумя экранами, была примечательна возможностью создания трёхмерного эффекта изображения за счёт автостереоскопии. В 2016 году и Sony, и Microsoft выпустили обновленные версии своих консолей — PlayStation 4 Pro и Xbox One X, рассчитанные на воспроизведение игр в повышенном разрешении 4K. Nintendo в 2017 году выпустила на замену и Wii U, и Nintendo 3DS «гибридную» приставку Nintendo Switch, напоминающую планшет, которую можно было как подключать к телевизору, так и использовать в портативном режиме вне дома.
К 2010-м годам игровым приставкам пришлось прямо конкурировать не только с персональными компьютерами, но со смартфонами, планшетами и телевизорами Smart TV, постоянно подключёнными к интернету. В это же время различные компании выпускали «микроконсоли» наподобие Ouya или SHIELD Console — недорогие, компактные и маломощные устройства, как правило, на базе операционной системы Android; к этому же классу консолей относилась и PlayStation TV от Sony — домашняя версия PlayStation Vita. Ни одной из таких микроконсолей не удалось добиться существенного успеха.

### Девятое поколение
Игровые приставки девятого поколения от Microsoft и Sony были выпущены в ноябре 2020 года; Sony выпустила приставку PlayStation 5, Microsoft – две приставки: более мощную Xbox Series X и более слабую Xbox Series S. Эти приставки по архитектуре схожи с приставками предыдущего поколения и являются обратно совместимыми с ними; они используют твердотельные накопители вместо традиционных жёстких дисков. В мае 2024 года Nintendo подтвердила факт разработки консоли следующего поколения, являющуюся преемником Nintendo Switch, и 5 июня 2025 года планируется выпуск Nintendo Switch 2.

## Устройство консоли
Обычно игровая приставка состоит из нескольких основных элементов:
- Основной блок — корпус приставки, к которому подключаются остальные её элементы. Внутри корпуса располагается материнская плата, на которой установлен ряд микросхем, включая ОЗУ, ПЗУ и центральный процессор, крепится порт картриджа или привод оптических дисков.
- Блок питания — подключается к бытовой сети переменного тока и питает приставку постоянным током. В некоторых случаях блок питания встраивается в корпус приставки.
- Аудиовидеокабель, а также высокочастотный «антенный» кабель для подключения непосредственно к антенному гнезду телевизора — передаёт изображение с приставки на телевизор.
- Игровые контроллеры — устройство ввода информации (джойстик, геймпад, руль, клавиатура, мышь и т. п.), позволяющее пользователю управлять приставкой и объектами на экране.
- Носитель данных — большинство игровых приставок работает с играми, записанными на внешнем носителе, в качестве которого обычно выступает картридж или оптический диск, реже дискета.
- Карта памяти — некоторые приставки используют съёмные карты памяти, на которые записываются файлы, например, состояние игры (так называемые «сохранения»).

## Виды носителей данных

### Картриджи
Сменный картридж представляет собой печатную плату в защитном пластмассовом корпусе; специальный разъём позволяет подключать картридж к приставке. Все картриджи обязательно содержат ПЗУ с записанным кодом игры. Основная концепция картриджей — сменных ПЗУ-устройств, позволяющих владельцу приставки легко менять одну игру на другую, была запатентована компанией Alpex Computer Corporation в 1974 году; первой приставкой, использовавшей эту технологию, была Fairchild Channel F (1976). Кроме ПЗУ, картридж может содержать и другие компоненты, расширяющие возможности приставки, например, дополнительное ОЗУ или сопроцессор, облегчающий работу с трехмерной графикой, или даже экзотические средства управления — так, картриджи WarioWare: Twisted! для консоли Game Boy Advance включали в себя гироскоп, а Boktai: The Sun is in Your Hand — фотоэлемент. Картриджи были первыми внешними носителями информации для игровых приставок, начиная со второго поколения, и исполняли эту роль до середины 1990-х годов — в пятом поколении домашние игровые консоли начали использовать более дешёвые в производстве и ёмкие оптические диски. Тем не менее, компания Nintendo продолжала использовать картриджи на основе флеш-памяти в портативных игровых системах, в том числе и в консоли Nintendo Switch (2017).

### Карты
Некоторые приставки, например Sega Master System и PC Engine, использовали различные виды карт памяти для хранения игр. Карты представляли собой упрощённый и уменьшенный картридж, в которых не могли устанавливаться какие-либо компоненты, кроме ПЗУ.

### Магнитные носители
Длительное время бытовые компьютеры использовали магнитные носители информации: магнитные ленты (к примеру, обычные аудиокассеты) и дискеты. Во многом их популярность заключалась в возможности перезаписи носителя на том же устройстве, на котором производится его чтение.
В приставках магнитные носители использовались редко.

### Оптические носители
Переход на оптические носители (компакт-диски) начался в середине 1990-х. Несмотря на то, что загрузка игр с дисков требовала больше времени, чем при использовании картриджей, диски были намного дешевле в производстве и имели больший объём хранимых данных. Одна из первых приставок, использующих диски, — Amiga CD32, выпущенная в сентябре 1993 года. К началу XXI века большая часть массовых приставок использовала оптические носители: CD-ROM, DVD-ROM и другие.
Последующие игровые системы перешли на более ёмкие стандарты: PlayStation 3 использовала Blu-ray, а Xbox 360 — двухслойные DVD (DVD-DL) и HD-DVD (при помощи внешнего аксессуара).
В PlayStation Portable используются UMD.

### Интернет
Три основные консоли 7-го поколения (Xbox 360, PlayStation 3 и Wii) предлагают какой-либо вариант распространения игр по сети Интернет. Сервисы: Microsoft Xbox Live (Xbox Live Arcade, Xbox Live Marketplace), Sony PlayStation Network (PSN), Nintendo Virtual Console, WiiWare.

## Советские игровые приставки
Советские игровые приставки выпускались в 1980—1990-е годы в серии «Электроника», производимой заводами, которые находились на территории России и Белоруссии. Тиражи приставок были недостаточны, поэтому игры пользовались огромной популярностью и сразу стали дефицитом. Большинство игр в той или иной степени повторяли зарубежные разработки, поэтому могли иметь успех лишь при закрытых границах.
После распада СССР российский рынок стал активно насыщаться иностранными приставками и их клонами, первой из которых была 8-битная приставка «Денди» (китайский аналог NES), с доступной ценой, агрессивную рекламу которой фирма Steepler постоянно крутила по телевидению.

### Телевизионные приставки
Первая советская игровая приставка − «Палестра-02» на основе логических микросхем. В 1978 году увидела свет первая советская однокристалльная телеигра «Турнир» на основе импортной ИМС AY-3-8500. В том же году было освоено производство отечественной ИМС К145ИК17, отличающейся от прототипа наличием встроенного счётчика для последовательного перебора игр одной кнопкой. На её основе были выпущены приставки «Электроника Экси Видео 01» (также 1978 год, 5 игр) и «Электроника Экси Видео 02» (7 игр, с фотопистолетом) завода «Экситон», г. Павловский Посад.
К приставке, помимо телевизора, подключались два джойстика и световой пистолет. Несколько позже на ПО «Бином» в г. Орджоникидзе началось производство приставок серии «Электроника Видеоспорт»: «Видеоспорт», «Видеоспорт-2», «Видеоспорт-М», «Видеоспорт-3», также на основе ИМС К145ИК17. Последняя из них оснащена дополнительными устройствами: генератором испытательных телевизионных сигналов (ГИТС), автоматом, играющим за второго игрока, а также схемой формирования серого фона и графических элементов не только белого, но и чёрного цветов (другие приставки на той же ИМС выводят только белые элементы на чёрном фоне).
Типичный набор игр в приставке на основе ИМС AY-3-8500: теннис, хоккей, сквош, тренировка, хоккей с гандикапом, стрельба-1, стрельба-2.